# Пробуждение (Ростовская область)
Пробужде́ние — хутор в Мартыновском районе Ростовской области.
Входит в состав Рубашкинского сельского поселения.

## География
Хутор находится на левом берегу реки Сал при пересечении с Донским магистральным каналом.

## Население
| 2010 |
| ---- |
| 469  |

## Улицы
- ул. Мира,
- пер. Придорожный,
- ул. Юбилейная.